# Harry Nilsson (labdarúgó)
Harry Walfrid Nilsson (1916. január 5. – 1993. február 2.) svéd válogatott labdarúgó.

## Sikerei, díjai
- AIK Fotboll
  - Svéd kupa: 1949